# Baixas
Baixas là một xã thuộc tỉnh Pyrénées-Orientales trong vùng Occitanie phía nam Pháp. Xã này nằm ở khu vực có độ cao từ 51-312 mét trên mực nước biển.